# Comunidad de Forn Sed Suecia
La Comunidad de Forn Sed Suecia (sueco: Sanfundet Forn Sed Sverige),  anteriormente la Comunidad Sueca de Asatro (Sveriges Asatrosamfund) es una organización pagana (neopagana germánica) fundada en 1994.

## Historia
La Comunidad Sueca de Asatro fue fundada en 1994 como resultado de un grupo que estudiaba la historia y la cultura nórdica desde un punto de vista no religioso. Se convirtió en una organización religiosa registrada en Suecia en 2007.
La Comunidad Asatro Sueca se convirtió en una de las organizaciones paganas más importantes de Suecia, y había crecido de aproximadamente 150 miembros en 1996 a aproximadamente 450 cuando constituyó el tema principal del estudio de Fredrik Skott sobre el neopaganismo en Suecia, Asatro i tiden, publicado en 2000, momento en el que era la organización de este tipo más grande del país. Skott descubrió que dos tercios de los miembros eran hombres, en su mayoría de treinta años, y los más activos vivían en Estocolmo y sus alrededores, pero que representaban un sector representativo de la sociedad sueca.
A partir de 2023, el sitio web oficial dice que la organización tiene alrededor de 650 miembros.

## Organización
A diferencia de algunos otros grupos paganos en Suecia, la Comunidad de Forn Sed Suecia está organizada de manera convencional. La asamblea anual (”årsting”) elige a la junta directiva, llamada ”El Consejo”, y toma las decisiones más importantes El Consejo incluye un goði y gyðja del consejo. Con fines administrativos, la organización divide el país en tres regiones o goðorðs (sueco: godeord / godord): Götaland, Svealand y Norrland, cada una de las cuales tiene un goði y un gyðja, y la organización actúa como entidad paraguas para los grupos locales.
La Comunidad de Forn Sed Suecia publica una revista llamada Mimers Källa (”La Fuente de Mimir”). 

## Creencias y actividad religiosa
Los miembros varían en su concepción de los dioses. Algunos realizan ofrendas de manera individual además de participar en los blóts colectivos de la organización, los cuales, al igual que los de la organización danesa Forn Siðr y conforme a la legislación sueca, no incluyen sacrificios animales como históricamente se hacía. 
En el año 2000, la organización celebró una ceremonia en los túmulos reales de Gamla Uppsala para conmemorar la disolución de la Iglesia estatal sueca.   Fue el primer blót pagano en el sitio en más de 900 años. Desde entonces, han llevado a cabo blóts abiertos allí cada primavera, y la organización es quizás más conocida precisamente por estas celebraciones.
El goði de Svealand y expresidente del Consejo, Henrik Hallgren, ha representado al Ásatrú en la conferencia internacional “Spirituality beyond Religions” organizada en Jaipur, India, en 2006 or el World Council of Elders of Ancient Traditions and Cultures, donde presentó un trabajo titulado “Espiritualidad ecológica y Forn Sed”. En 2010, 2011 y 2012, Hallgren también presentó programas sobre la religiosidad nórdica en la serie Vid dagens början, un espacio de reflexiones religiosas y filosóficas en Sveriges Radio.  Su participación provocó críticas por parte de Siewert Öholm, quien argumentó que el Ásatrú no era digno de ser emitido por la radio pública.

## Política y activismo
El Samfundet Forn Sed Sverige exige a sus miembros adoptar una postura “antirracista y democrática”. Según su propia declaración, aunque no es dogmática, su sistema de valores se basa en “una ética humanista y democrática que reconoce a todos los seres humanos”, y “defiende la tolerancia religiosa y la libertad de culto en una sociedad multicultural”. En su sitio web erigieron una níðstǫng (vara de injuria) contra el uso racista y xenófobo de símbolos nórdicos, lo cual se ha convertido en “una especie de distintivo” del grupo. También se está consolidando como un colectivo especialmente amigable hacia las personas LGBT+.